# Kent Max Magelund
Kent Max Magelund (født 3. oktober 1951 i København) er en dansk politiker fra Socialdemokratiet. Han var borgmester i Brøndby Kommune fra 1. marts 2016 til 31. maj 2024. Han blev første gang valgt til kommunalbestyrelsen i 2009 og overtog borgmesterposten efter Ib Terp  1. marts 2016. Han forlod kommunalbestyrelsen og borgmesterposten 31. maj 2024 for at gå på pension. Før Kent Magelund blev borgmester havde han været lærer i Brøndby Kommune i 37 år. Den daværende 1. viceborgmester Maja Højgaard overtog borgmesterposten efter Kent Magelund.